# Črniče
Črniče  (italijansko Cernizza Goriziana) so naselje v Občini Ajdovščina, ki leži na sredini Vipavske doline.
V krajevno skupnost spadajo tudi Ravne, kjer živi približno 130 ljudi.

## Lega
Črniče segajo od vodnega zadrževalnika Vogršček ob avtocesti Selo-Vrtojba v osrčju Vipavske doline, na nadmorski višini 169 metrov. Vas obdajajo planote: na severu Borovčje, Slemščica in Tabor,na jugu Kras, na vzhodu je Nanos. Na zahodni strani je meja z Italijo.

## Sestava
Črniče imajo 9 zaselkov. To so: Lojkači, Konjščak, Lašta, Britih-najstarejši, Kobani, Lušček, Zgoni, Kampo in Na vasi.

## Gospodarstvo
Okrog vasi je veliko obdelovalne zemlje, zato se ljudje ukvarjajo s poljedelstvom, vinogradništvom in sadjarstvom. Večina ljudi pa dela v Novi Gorici in Ajdovščini.

## Prepoznavnost
Črniče prepoznamo po črniški češnji, črnem boru, nekdaj pa po radiču. Znana so raznorazna praznovanja in velike gasilske veselice, ki obeležujejo določen praznik.

## Prireditve
Od leta 1989 deluje kulturno društvo, ki organizira Črniško šagro, Srečanje lastovk in kulturni praznik 8. februar. Skozi vas pelje Vipavska vinska cesta, ki povezuje prireditev vinskih hramov. Leta 2011 pa je bilo ustanovljeno tudi športno, kulturno, turistično društvo Parapet.

## Naravne Znamenitosti
Soteska potoka Konjščak s slapom Čeber je delno urejena v poučno rekreacijsko »pot po grapi«.

## Javne Zgradbe
V vasi je vrtec in podružnična šola, ki jo obiskujejo učenci od prvega do petega razreda. Blizu šole so trgovina, bife in pošta. Vas ima dve turistični kmetiji. To sta Kosovel in Arkade Cigoj. V Konjščaku je balinišče, na začetku vasi je frizerski salon, na koncu pa poslovna zgradba Smart in gradbeno podjetje Podgornik. Pod osnovno šolo so leta 2011 začeli graditi večnamensko dvorano.

## Zgodovina
Vas je dobila ime po črnem hrastu ( ne pa po hrastu Črnika ). Legenda pravi, da je bil ta gozd tako mogočen, da je bilo mogoče priti do kraške planote s krošnje na krošnjo.
V začetku 13. stoletja je bila vas Črniče v posesti Spanheimov. Leta 1220 je Bernard Spanheimski ali Bernard Koroški, ki je bil takrat Koroški vojvoda, vas Črniče podaril Benediktinskem samostanu Rožac blizu Krmina v Furlaniji, na slovenski etnični meji.
Leta 1758 je bila zgrajena cerkev sv. Vida, v kateri je veliko fresk. Prvotno sta bili dve cerkvi, sv. Vida na griču, kjer je danes pokopališče in druga Sv. Marka s pokopališčem v Brithu. Ob današnjem pokopališču je vojaško pokopališče iz 1. svetovne vojne, ki je bilo obnovljeno leta 2004. Ob cerkvi je stara šola. Od leta 1912 je bila urejena poštna zveza z avtobusom. Leta 1867 so ustanovili čitalnico. Blizu naselja je peljala Rimska cesta. Pod vasjo je domačija pri Huhu s starim mlinom.